# Charlotte Purdue
Charlotte Purdue (née le 10 juin 1991 à Windsor) est une athlète britannique spécialiste des courses de fond. 

## Biographie
Elle remporte le Antrim International Cross Country en 17 min 57 s en 2011. La même année, elle remporte le Great Ireland Run en 32 min 42 s, un IAAF Road Race Label Events 2011 classé bronze.
Elle termine 16e du Marathon de Londres 2016 et 15e du Marathon de Londres 2017.
En 2018, elle remporte en 1 h 10 min 29 s  la première édition de The Big Half, un semi-marathon dans Londres, alors que Mohamed Farah s'impose en 1 h 01 min 40 s chez les hommes.
Le 10 mars 2019, Purdue s'impose à nouveau sur The Big Half en 1 h 10 min 38 s. 
Le 28 avril, elle termine 10e du marathon de Londres en 2 h 25 min 38 s.

### Palmarès
| Date | Compétition                            | Lieu      | Résultat | Épreuve        | Performance     |
| ---- | -------------------------------------- | --------- | -------- | -------------- | --------------- |
| 2007 | Championnats d'Europe juniors          | Hengelo   | 10e      | 5 000 m        |                 |
| 2007 | Championnats d'Europe de cross-country | Toro      | 3e       | Indiv. junior  | 14 min 22 s     |
| 2007 | Championnats d'Europe de cross-country | Toro      | 1re      | Équipe junior  | 14 pts          |
| 2008 | Championnats d'Europe de cross-country | Bruxelles | 2e       | Indiv. junior  | 13 min 39       |
| 2008 | Championnats d'Europe de cross-country | Bruxelles | 1re      | Équipe junior  | 10 pts          |
| 2009 | Championnats d'Europe juniors          | Novi Sad  | 2e       | 5 000 m        | 15 min 55 s 96  |
| 2010 | Jeux du Commonwealth                   | New Delhi | 6e       | 5 000 m        | 16 min 16 s 13  |
| 2010 | Jeux du Commonwealth                   | New Delhi | 4e       | 10 000 m       | 33 min 13 s 02  |
| 2010 | Championnats d'Europe de cross-country | Albufeira | 1re      | Indiv. junior  | 12 min 42 s     |
| 2010 | Championnats d'Europe de cross-country | Albufeira | 1re      | Équipe junior  | 23 pts          |
| 2012 | Championnats d'Europe                  | Helsinki  | 6e       | 10 000 m       | 32 min 28 s 46  |
| 2013 | Championnats d'Europe de cross-country | Belgrade  | 3e       | Indiv. espoirs | 19 min 49 s     |
| 2013 | Championnats d'Europe de cross-country | Belgrade  | 1re      | Équipe espoirs | 18 pts          |
| 2017 | Championnats du monde                  | Londres   | 13e      | Marathon       | 2 h 29 min 48 s |
| 2018 | The Big Half                           | Londres   | 1re      | Semi-marathon  | 1 h 10 min 29 s |
| 2019 | The Big Half                           | Londres   | 1re      | Semi-marathon  | 1 h 10 min 38 s |

### Records
| Épreuve       | Performance     | Lieu      | Date          |
| ------------- | --------------- | --------- | ------------- |
| 5 000 mètres  | 15 min 23 s 40  | Cardiff   | 28 août 2010  |
| 10 000 mètres | 32 min 02 s 55  | Palo Alto | 29 avril 2012 |
| Marathon      | 2 h 25 min 38 s | Londres   | 28 avril 2019 |